# Флора і фауна (серія монет)
|                                                 |  |  |
| Перша монета серії - срібна монета Асканія-Нова |  |  |

Флора і фауна України — серія ювілейних та пам'ятних монет, започаткована Національним банком України в 1998 році. Станом на 2014 рік випущено 39 монет цієї серії: 21 з недорогоцінних металів і 18 — зі срібла.
2021 року, з нагоди 35-ї річниці аварії на ЧАЕС, у серії «Флора і фауна» розпочато випуск циклу «Чорнобиль. Відродження».

## Монети в серії
У серію включені такі монети:
- Ювілейні монети, присвячені 100-річчю біосферного заповідника «Асканія-Нова»: Асканія-Нова (монета), Асканія-Нова (срібна монета)
- Пам'ятні монети «Орел степовий»: Орел степовий (монета), Орел степовий (срібна монета)
- Пам'ятні монети «Любка дволиста»: Любка дволиста (монета), Любка дволиста (срібна монета)
- Пам'ятні монети «Соня садова»: Соня садова (монета), Соня садова (срібна монета)
- Пам'ятні монети «Прісноводний краб»: Прісноводний краб (монета), Прісноводний краб (срібна монета)
- Пам'ятні монети «Рись звичайна»: Рись звичайна (монета), Рись звичайна (срібна монета)
- Ювілейна монета «100 років Миколаївському зоопарку»
- Пам'ятні монети «Модрина польська»: Модрина польська (монета), Модрина польська (срібна монета)
- Пам'ятні монети «Пугач»: Пугач (монета), Пугач (срібна монета)
- Пам'ятні монети «Зубр»: Зубр (монета), Зубр (срібна монета)
- Пам'ятні монети «Морський коник»: Морський коник (монета), Морський коник (срібна монета)
- Пам'ятні монети «Азовка»: Азовка (монета), Азовка (срібна монета)
- Пам'ятні монети «Сліпак піщаний»: Сліпак піщаний (монета), Сліпак піщаний (срібна монета)
- Пам'ятні монети «Пилкохвіст український»: Пилкохвіст український (монета), Пилкохвіст український (срібна монета)
- Ювілейна монета «100 років Київському зоопарку»
- Пам'ятні монети «Гриф чорний»: Гриф чорний (монета), Гриф чорний (срібна монета)
- Ювілейна монета «175 років державному дендрологічному парку Тростянець»
- Пам'ятні монети «Ковила українська»: Ковила українська (монета), Ковила українська (срібна монета)
- Пам'ятні монети «Стерлядь прісноводна»: Стерлядь прісноводна (монета), Стерлядь прісноводна (срібна монета)
- Пам'ятні монети «Дрохва»: Дрохва (монета), Дрохва (срібна монета)
- Пам'ятні монети «Цикламен коський (Кузнєцова)»: Цикламен коський (монета), Цикламен коський (срібна монета)
- Пам'ятна монета «Зозулині черевички справжні»
- Пам'ятна монета «Перегузня»
- Пам'ятні монети «Марена дніпровська)»: Марена дніпровська (монета), Марена дніпровська (срібна монета)
- Пам'ятні монети «Орлан-білохвіст»: Орлан-білохвіст (монета), Орлан-білохвіст (срібна монета)
- Пам'ятні монети «Совка розкішна»: Совка розкішна (монета), Совка розкішна (срібна монета)

## Цикл «Чорнобиль. Відродження»
|                                                              |  |  |
| «Рись євразійська», монета із циклу «Чорнобиль. Відродження» |  |  |

- Пам'ятна монета «Кінь Пржевальського»
- Пам'ятна монета «Ведмідь бурий»
- Пам'ятна монета «Рись євразійська»
- Пам'ятна монета «Лелека чорний»
- Пам'ятна монета «Лось європейський»